# San Antonio del Táchira
San Antonio del Táchira é uma cidade venezuelana, capital do município de Bolívar (Táchira).